# Frank Löser
Frank Löser (* 1944 in Lößnitz) ist ein deutscher Agrarwissenschaftler und Autor von Sachbüchern über die Thüringer Geschichte, sowie über die Geschichte Sachsens und Mecklenburgs.

## Leben
Frank Löser erlernte nach dem Schulabschluss den Beruf des Gärtners. Von 1963 bis 1966 besuchte er die Fachschule für Pflanzenschutz in Halle. Anschließend war er viele Jahre beim Pflanzenschutzamt in Karl-Marx-Stadt tätig. Neben dieser Tätigkeit absolvierte er ein Fernstudium, das er als Diplomagraringenieur abschloss. 1982 wurde er an der Universität Halle mit der Dissertation Untersuchungen zur Erhöhung der Effektivität der Überwachung der Virusvektoren (Aphididae) in der industriemässigen Pflanzkartoffelproduktion im Bezirk Karl-Marx-Stadt als Voraussetzung für eine gezielte Bekämpfung promoviert.
Seit 1990 war Frank Löser bis zu seinem Ruhestand selbstständig tätig. Seit 2003 hat er gemeinsam mit seiner Ehefrau Evemarie eine Reihe pflanzen- und heimatkundlicher Veröffentlichungen vorgelegt. Schwerpunkt sind dabei Nutzpflanzen sowie Sagen und Geschichten aus seiner Heimatregion und aus Mecklenburg.
Seit 1984 lebt Frank Löser in Mecklenburg. Er ist verheiratet und zweifacher Vater.

## Veröffentlichungen
- Weimarer Land & Jena –  Sagen und Geschichte, Demmler Verlag, Schwerin, 2003,  ISBN 3-910150-61-6
- Thüringer Wald von der Wartburg bis zu den Feengrotten in Saalfeld – Sagen und Geschichten, Demmler Verlag, Schwerin, 2003,  ISBN 3-910150-60-8
- Die Ostseeküste zwischen Wismar und Warnemünde – Sagen und Geschichten, Demmler Verlag, 2004,  ISBN 3-910150-63-2
- Der Sanddorn , Demmler Verlag, 2006, S. 128, ISBN 978-3-910150-71-3
- Wildfrüchte, Demmler Verlag, 2009, S. 112, ISBN 978-3-910150-80-5
- Zwiebeln, Demmler Verlag, 2010, S. 128, ISBN 978-3-910150-87-4
- Kartoffeln, Demmler Verlag, 2011, S. 128, ISBN 978-3-910150-88-1
- Freiberger Sagenbuch , Verlag Rockstuhl, Bad Langensalza, 2007, ISBN 978-3-938997-74-1
- Sagenbuch – Heilige Elisabeth von Thüringen 1207–1231, Verlag Rockstuhl, Bad Langensalza, 2007, ISBN 978-3-938997-76-5
- Sagenbuch des Silbernen Erzgebirges, Verlag Rockstuhl, Bad Langensalza, 2008, ISBN 978-3-86777-025-5
- Sagenbuch der Augustusburg, Verlag Rockstuhl, Bad Langensalza, 2009, ISBN 978-3-86777-041-5
- Sagen und Geschichten der Kulturlandschaft Lewitz, Verlag Rockstuhl, Bad Langensalza, 2009, ISBN 978-3-86777-101-6
- Freiberger Spezialitäten, aus Küche und Keller, Verlag Harald Rockstuhl, Bad Langensalza, 2012, ISBN 978-3-86777-435-2
- Alfred Mende – ein Freiberger Original : (13.09.1886 – 14.12.1975), Verlag Rockstuhl, Bad Langensalza, 2013, ISBN 978-3-86777-551-9